# ليلى عباس
ليلى عباس (1980-) هي أكاديمية ومخرجة فلسطينية، تعيش في مدينة رام الله. نالت الماجستير في الإنتاج السينمائي والتلفزيوني من كلية رويال هولواي في لندن عام 2013. بدأت حياتها محاضرة في معهد الإعلام العصري في جامعة القدس، كما عملت في الإدارة الفنية لأيام فلسطين السينمائية، ومديرة مشروع الأرشيف الرقمي في المتحف الفلسطيني. في عام 2016 أسست شركة (Young Oak Productions) وتلقت إشادة من ملتقى برلينالة للمواهب السينمائية عام 2019.
حاز فيلمها «شكراً لأنك تحلم معنا» جائزة أفضل فيلم عربي في الدورة السابعة لمهرجان الجونة السينمائي 2024. كما نالت جائزة أفضل مخرج في مهرجان سالونيك السينمائي الدولي [الإنجليزية] عن ذات الفيلم. كما حقّق سيناريو فيلمها «برزخ» جائزة راديو وتلفزيون العرب وجائزة «Cedars Art production»، وجائزة «O three» في مهرجان الجونة السينمائي في مصر عام 2018.
حصد فيلمها شكراً لأنك معنا على جائزتي أفضل فيلم وأفضل مخرجة، ضمن جوائز النقاد للسينما العربية على هامش مهرجان كان السينمائي الدولي، في الدورة الأخيرة عام2025. جاء هذا التتويج بناءً على تصوبت 281 ناقداً من مختلف أنحاء العالم.

## أعمالها المهنية
أخرجت مجموعةً من الأفلام القصيرة والروائية الطويلة منها:
- «فيزا»، فيلم قصير، 2010
- «فروتي دريمز»، فيلم قصير، 2011
- «خمس فناجين وفنجان»، فيلم قصير، 2012
- «عام الرماد»، فيلم روائي طويل، 2012
- «صقيع وغبار»، فيلم روائي، 2014
- «المدام»، فيلم، 2016
- «الكرسي»، فيلم، 2017
- «أدنى نقطة على وجه الأرض»، فيلم قصير، 2021
- «شكرًا لأنك تحلم معنا»، فيلم، 2024

## روابط خارجية
- ليلى عباس على موقع IMDb (الإنجليزية)
- ليلى عباس على موقع قاعدة بيانات الأفلام العربية